# 超越次数
超越次数（ちょうえつじすう、英: transcendence degree）は抽象代数学において、体の拡大 L/K の「大きさ」のある種のかなり粗いはかり方である。きちんと言えば、K 上代数的に独立な L の部分集合の最も大きい濃度として定義される。
L の部分集合 S が L/K の超越基底（transcendence basis）であるとは、S が K 上代数的に独立で、さらに L が体 K(S)（K に S の元を添加して得られる体）の代数拡大であるときにいう。すべての体拡大は超越基底をもち、すべての超越基底は同じ濃度をもつことを証明できる。この濃度は拡大の超越次数に等しく、trdegK L や trans. degK L, trdeg(L /K) などと表記される。
体 K が指定されていない場合、体 L の超越次数は同じ標数の素体（つまり L の標数が 0 なら Q、L の標数が素数 p なら Fp）上の次数である。
体拡大 L/K は、K 上代数的に独立で、L = K(S) であるような、L のある部分集合 S が存在するときに、純超越的（purely transcendental）と言う。

## 例
- 拡大が代数的であることとその超越次数が 0 であることは同値である。このとき空集合が超越基底である。
- n 変数の有理関数体 K(x1,...,xn) は K 上超越次数 n の純超越拡大である。超越基底として例えば {x1,...,xn} をとることができる。
- より一般に、基礎体 K 上の n 次元代数多様体の関数体（英語版） L の超越次数は n である。
- Q(√2, π) の Q 上の超越次数は 1 である、なぜならば √2 は代数的であり π は超越的であるからだ。
- Q 上 C あるいは R の超越次数は連続の濃度である。（これは Q 自身が可算だから任意の元は Q において可算個の代数的な元しかもたないことからしたがう。）
- Q(π, e) の Q 上の超越次数は 1 か 2 である。正確な答えは知られていない、なぜならば π と e が代数的に独立かどうか知られていないからだ。

## ベクトル空間の次元とのアナロジー
ベクトル空間の次元の理論との類似がある。代数的に独立な集合は線型独立な集合と対応し、L が K(S) 上代数的であるような集合 S は spanning sets と対応し、超越基底は基底と対応し、そして超越次数は次元と対応する。超越基底が常に存在するという事実（これは線形代数学において基底が常に存在するという事実との類似である）は選択公理を要求する。任意の2つの基底が同じ濃度をもつことの証明は、各設定において、exchange lemma に依存する。
このアナロジーは次のことを観察することによってより形式的にできる。ベクトル空間における一次独立と体の拡大における代数的独立はともにマトロイドの例であり、それぞれ線型マトロイドと代数的マトロイドと呼ばれる。したがって、超越次数は代数的マトロイドのランク関数である。すべての線型マトロイドは代数的マトロイドに同型であるが、逆は成り立たない。

## 事実
M/L が体の拡大で L/K がもう1つの体の拡大であれば、M/K の超越次数は M/L と L/K の超越次数の和に等しい。これは次のことを示すことによって証明される。M/K の超越基底は M/L の超越基底と L /K の超越基底の和集合をとることによって得られる。

## 応用
超越基底は体準同型についての様々な存在定理を証明するためのツールとして役に立つ。例を挙げよう。代数的閉体 L と部分体 K と K の体自己同型 f が与えられると、f を拡張した L の体自己同型（すなわちその K への制限が f）が存在する。証明のために、まず L/K の超越基底 S をとる。K(S) の元は K に係数をもつ S の元の多項式の商である。したがって自己同型 f は S のすべての元をそれ自身に送ることによって K(S) の自己同型に拡張できる。体 L は K(S) の代数的閉包であり、代数的閉包は同型を除いて一意的である。このことは自己同型がさらに K(S) から L に拡張できることを意味している。
別の応用として、複素数体 C の部分体で（体として）C と同型であるような真の部分体が（たくさん）存在することを示す。証明のために、C/Q の超越基底 S をとる。S は無限（非可算）集合であるので、単射だが全射でないような写像 f: S → S が（たくさん）存在する。任意のそのような写像は全射でない体準同型 Q(S) → Q(S) に拡張できる。そのような体準同型はそれぞれ代数的閉包 C に拡張することができ、得られる体準同型 C → C は全射でない。
超越次数によって体の大きさを直感的に理解することができる。例えば、ジーゲルによる定理によると、X がコンパクトで連結な n 次元複素多様体であり、 K(X) がその上の（大域的に定義された）有理型関数の体を表していれば、trdegC (K(X)) ≤ n である。